# Un Yankee dans la RAF
Pour plus de détails, voir Fiche technique et Distribution.
Un Yankee dans la RAF (A Yank in the R.A.F.) est un film américain réalisé par Henry King et sorti en 1941.

## Synopsis
De retour en Angleterre, le pilote américain Tim Baker intègre la Royal Air Force, véritable fer de lance d'une armée britannique qui lutte contre l'Allemagne nazie, au grand dam de sa promise avec qui il vient de renouer, et qui déplore en outre son comportement d'incorrigible coureur de jupons...

## Fiche technique
- Titre : Un Yankee dans la RAF
- Titre original : A Yank in the R.A.F.
- Réalisation : Henry King, assisté de Robert D. Webb (non crédité)
- Scénario : Darrell Ware, Karl Tunberg, Darryl F. Zanuck, George Bruce et Lamar Trotti
- Production : Darryl F. Zanuck et Louis F. Edelman (producteur associé)
- Société de production : 20th Century Fox
- Photographie : Leon Shamroy
- Prises de vues aériennes : Otto Kanturek, Ronald Neame, Jack Whitehead et Jack Parry (non crédité)
- Montage : Barbara McLean
- Directeur musical : Alfred Newman
- Direction artistique : James Basevi et Richard Day
- Décors : Thomas Little
- Costumes : Travis Banton et Sam Benson
- Pays d'origine : États-Unis
- Format : Noir et blanc - Son : Mono (Western Electric Mirrophonic Recording)
- Genre : Action, aventure, drame, romance et guerre
- Durée : 98 minutes
- Date de sortie : 26 septembre 1941 (première, États-Unis)

## Distribution
- Tyrone Power : Tim Baker
- Betty Grable : Carol Brown
- John Sutton : Wing Commander Morley
- Reginald Gardiner : Roger Pillby
- Donald Stuart : Caporal Harry Baker
- Ralph Byrd : Al
- Richard Fraser : Thorndyke
- Denis Green : Flight Lieutenant Redmond
- Bruce Lester : Flight Lieutenant Richardson
- Gilchrist Stuart : Wales
- Lester Matthews : Group Captain
- Frederick Worlock : Le major canadien
- Ethel Griffies : Lady Fitzhugh
- Fortunio Bonanova : Headwaiter
- James Craven : Instructeur
- Dennis Hoey : Officier des renseignements

Et, parmi les acteurs non crédités :
- Harry Allen : Membre de la défense civile
- Charles Bennett : L'homme sur une civière
- Kurt Kreuger : Pilote allemand
- Gavin Muir : Wing Commander